# Domingos Martins (kommun)
Domingos Martins är en kommun i Brasilien.   Den ligger i delstaten Espírito Santo, i den sydöstra delen av landet, 900 km sydost om huvudstaden Brasília. Antalet invånare är 31 824.
Följande samhällen finns i Domingos Martins:
- Domingos Martins

Omgivningarna runt Domingos Martins är huvudsakligen savann. Runt Domingos Martins är det ganska glesbefolkat, med 50 invånare per kvadratkilometer.